# Кларк, Фрейзер
Фрейзер Эдвард Кларк (англ. Frazer Edward Clarke, род. 7 августа 1991, Бертон-апон-Трент, Англия, Великобритания) — английский боксёр-профессионал, выступающий в тяжёлой весовой категории. Бронзовый призёр Олимпийских игр 2020 года, серебряный призёр чемпионата Европы (2017), двукратный чемпион ЕС (2014, 2018), чемпион Игр Содружества (2018), бронзовый призёр чемпионата Содружества наций (2010), многократный победитель и призёр международных и национальных турниров в любителях.
Лучшая позиция по рейтингу BoxRec — 33-я (сентябрь 2023) и является 11-м среди британских боксёров тяжёлой весовой категории — входя в ТОП-40 лучших тяжеловесов всего мира.

## Биография
Родился 7 августа 1991 года в Бертон-апон-Тренте, Англия.

## Любительская карьера

### 2010—2014 годы
В 2010 году в Нью-Дели (Индия) завоевал бронзовую медаль на чемпионате Содружества наций по боксу.
В августе 2014 года в Софии (Болгария) стал чемпионом на чемпионате Европейского союза, в финале победив итальянца Гвидо Вианелло.

### 2017—2018 годы
В июне 2017 года в Харькове (Украина) завоевал серебряную медаль на чемпионате Европы, в финале уступив украинцу Виктору Выхристу.
В апреле 2018 года в Голд-Кост (Австралия) стал чемпионом Игр Содружества, в финале победив опытного индуса Сатиша Кумара.
В ноябре 2018 года в Вальядолиде (Испания) вновь стал чемпионом на чемпионате Европейского союза, в финале победив болгарина Петара Белберова.
В 2016—2018 годах участвовал в полупрофессиональной лиге World Series Boxing — в команде «Британские львиные сердца», где провёл 8 боёв из них выиграв все бои (3 боя досрочно и 5 боёв решением судей).

### 2019 год
В июне 2019 года, в Минске (Белоруссия) на Европейских играх выступал в супертяжёлой весовой категории (свыше 91 кг), но в 1/8 финала проиграл немцу Нелви Тиафаку, — который в итоге стал бронзовым призёром Европейских игр 2019 года.
В сентябре 2019 года участвовал в чемпионате мира в Екатеринбурге (Россия), в 1/8 финала победив француза Мурада Алиева, но в четвертьфинале уступив по очкам (2:3 — пересчёт после протеста) в конкурентном бою опытному россиянину Максиму Бабанину, чуть-чуть не дотянувшись до бронзовой медали чемпионата мира.

### Олимпийские игры 2020 года
В начале июня 2021 года в Париже (Франция), в четвертьфинале квалификационного турнира победил по очкам (счёт: 5:0) турка Берата Ачара, а в финале этого турнира проиграл по очкам (счёт: 1:4) французу Мураду Алиеву, но всё равно прошёл квалификацию и получил лицензию на Олимпийские игры 2020 года.
И в июле 2021 года стал участником Олимпийских игр в Токио, где в 1/8 финала соревнований раздельных решением судей в очень конкурентном бою победил украинского боксёра Цотне Рогаву. В четвертьфинале победил француза Мурада Алиева путём дисквалификации за удар головой во 2-м раунде боя. Алиев, выразил несогласие с судейским решением, отказался покидать ринг и более часа просидел в углу. А в полуфинале по решению главного судьи бой был остановлен из-за рассечения и Фрейзер уступил Баходиру Жалолову, и завоевал бронзовую медаль.

## Профессиональная карьера
В августе 2021 года, сразу после Олимпиады 2020 года, он объявил о переходе в профессиональный бокс. В ноября 2021 года подписал контракт с менеджерской компанией 258 MGT — компанией своего соотечественника экс-объединённого чемпиона мира Энтони Джошуа. А в январе 2022 года подписал эксклюзивное долгосрочное соглашение с британской промоутерской компанией BOXXER Бена Шалома и британским телеканалом Sky Sports. И 19 февраля 2022 года в Манчестере (Великобритания) дебютировал на профессиональном ринге, досрочно техническим нокаутом в 1-м раунде победив своего соотечественника Джейка Дарнелла (дебют).
Фрейзер Кларк ещё до начала профессиональной карьеры проводил спарринги с такими опытными профессиональными британским боксёрами как: Энтони Джошуа, Диллиан Уайт, Джо Джойс и Даниель Дюбуа.

### Бой с Ариелем Эстебано Бракамонте
30 сентября 2022 года в Борнмуте встретился с аргентинским джорнимэном Бракамонте. Латиноамериканец не плохо начал поединок. много и удачно джебил, а затем и вовсе попал широченным правым оверхэндом. Бракамонте хватило только на полторы минуты. Затем он сдулся, начал заваливаться за ударами, тяжело дышать. Кларк запускал хуки в обход блока, пару раз неплохо потревожил корпус соперника. Во 2-м раунде он пробил Бракамонте по затылку, рефери дал время на восстановление. Сразу же после возобновления боя Кларк уронил аргентинца коротким левым хуком. Аргентинец поднялся на ноги, но рефери в ринге остановил бой.

### Бой с Пенчо Цветковым
9 марта 2022 года в Ливерпуле (Англия) встретился с непобежденным болгарским супертяжем Пенчо Цветковым (7-0). Несмотря на хороший рекорд соперника, поединок оказался мисматчем: Кларк дважды отправил своего оппонента в нокдаун, после чего рефери зафиксировал победу британца техническим нокаутом уже к 65-й секунде. Таким образом, Фрейзер Кларк одержал третью победу в профи, а Пенчо Цветков потерпел первое поражение. После боя Кларк извинился перед своими фанатами за низкий уровень соперника.

### Бой с Камилом Соколовским
12 ноября 2022 года в Манчестере (Англия) вышел на бой против крепкого джорнимэна Камила Соколовски (11-27-3, 4 КО) из Польши. Боксеры провели в ринге все 6 раундов. Кларк хорошо начал поединок. Контролировал дистанцию, комбинировал, здорово пробивал по корпусу, дважды хорошо перехватывал и даже слегка болтанул соперника. В ответ Соколовски принялся чуть чаще клинчевать. Во втором раунде фаворит слегка сбросил обороты, исчезли комбинации. Андердог осмелел, дважды неплохо сконтрил короткими левыми хуками. Кларк вспомнил, что ему нужна не просто победа, а солидная заявка. Поэтому он принялся действовать агрессивнее, много пробивал по корпусу, бросал удары сериями, и к 4-му раунду Соколовски дышал уже очень тяжело. В 5-м раунде Кларк посёк андердога головой. Но поляк продолжал отвечать ударами на удары, а в случае опасности сразу же вязал агрессора. Бой прошёл всю дистанцию. судьи дали победу британцу: 60—54. Из 27 поражений у Соколовского только 4 досрочно.

### Бой с Кевином Эспиндолой
Изначально Кларк должен был боксировать против 43-летнего джорнимена из США Кевина Джонсона (35-21-2, 19 КО). Но за месяц по неизвестным причинам был выбран аргентинец Кевин Эспиндола (7-7, 2 КО). Бой с аргентинцем прошел в Манчестере 21 января 2023 года. Британец сразу же загнал соперника в угол ринга. Эспиндола был перекрыт блоком, но Кларк хорошо отрабатывал по корпусу. Эспиндола начал клинчевать и жаться к сопернику.  Временами он бросал оверхэнды, но они были слишком заметны. Фрейзер хорош в многоударных комбинациях с левым боковым в корпус. в 4-м Кларк потряс Эспидолу левым боковым. После окончания 4-го раунда в углу Эспиндолы решили не выходить на 5-й.

### Бой с Богданом Дину
В шестом поединке на профессиональном ринге, который прошел 25 марта 2023 года в Манчестере, встретился с бывшим претендентом на временный титул WBA в супертяжелом весе Богданом Дину.
Изначально в качестве соперника Кларка был анонсирован 42-летний американец Райделл Букер (27-7-1, 14 КО), который заболел за неделю до вылета в Великобританию. Ему нашли замену в лице 36-летнего румына Богдана Дину (20-4, 16 КО), который несомненно является уже другим уровнем оппозиции. Кларк занял центр ринга, поддавливал оппонента к канатам. Дину часто клинчевал, хорошо тревожил фаворита короткими боковыми при выходе из клинча. Он даже смог нанести рассечение справа над глазом. У британца хорошо получались атаки по корпусу. Второй раунд Кларк провёл ещё агрессивнее. Его работа по корпусу сказалась румын не вышел на 3-й раунд пожаловавшись на травму рёбер. Кларк выразил благодарность Дину, что тот смог спасти бой выйдя на замену.

#### Сорвавшийся бой с Фабио Уордли
После победы на Дину стал обязательным претендентом на титул чемпиона Британии в супертяжелом весе которым владел 28-летний соотечественник Фабио Уордли.
Командам боксеров было предоставлено время до 13 мая 2023 года на достижение договоренности о бое, и 31-летний Кларк уже заявил в соцсетях, что заинтересован в поединке против Уордли за титул. Стороны не смогли прийти к согласию из-за конфликта телеканалов и промоутеров: Уордли боксирует за Matchroom Boxing Эдди Хирна на DAZN, а Кларк выступает на SkySports в обойме промоутера Бена Шалома (Boxxer).  

### Бой с Мариушем Вахом
16 июня 2023 в Лондоне провел поединок против известного ветерана супертяжелого веса из Польши Мариуша Ваха (36-9). Изначально соперником Кларка должен был стать малоизвестный соотечественник Генри Армстронг (5-1-1), а перед этим команда олимпийского призера отказалась от боя против чемпиона Британии в супертяжелом весе Фабио Уордли даже не проведя торги. 
31-летний Кларк уверенно владел преимуществом, боксировал просто и эффективно: джебил, пробивал боковые и работал по корпусу польского джорнимена, что сильно сбивало дыхание. Ветеран проигрывал, но сдаваться не собирался. Кларк усилил давление в середине боя, начал действовать агрессивней, поляк показывал, что удары Кларка его не беспокоят. В концовке оба очень устали, удары потеряли резкость и мощь, рефери часто разводил из клинча. Хозяин ринга был активней и победил со счетом 100—90.

### Бой с Дэвидом Алленом
2 сентября 2023 года в Манчестере (Англия), в большом вечере бокса с участием Лиама Смита и Криса Юбанка-младшего, досрочно путём отказа от продолжения боя после 6-го раунда победил 31-летнего соотечественника Дэвида Аллена (21-5-2). Аллен известен по работе спарринг-партнёром с многими именитыми бойцами, в том числе Усиком и Фьюри. Кларк работал джебами чередуя удары без акцента и акцентированные силовые, Аллен пассивничал в стартовом раунде и принимал удары на блок. Второй и третий раунд Аллен активизировался, но всё так же проигрывает более работящему Кларку. В бою много клинча и непонятной возни, нарушений правил. Рефери постоянно делает устные внушения и предупреждения обоим. В конце 5-го раунда Кларк бьет Аллена ниже пояса. рефери делает замечание. Перед самым гонгом снова удар ниже пояса. Бойцы уходят на перерыв. В 6-м раунде фаворит продолжил бить ниже пояса, и дважды был оштрафован. Несмотря на это, Кларк продолжил свои наступательные действия и забрал концовку раунда, где заметно потряс Аллена. В перерыве после 6-го раунда угол Аллена принял решение отказаться от продолжения поединка. В бою Аллен получил перелом челюсти.

### Бой с Фабио Уордли
31 марта в Лондоне (Англия) на О2 Арене встретился с небитым проспектом чемпионом Британии и Британского Содружества Фабио Уордли. Год назад уже была попытка встречи боксеров, но переговорный процесс не увенчался успехом из-за разных каналов и промоутеров боксеров. Бой проходил на встречных курсах и был зрелищным. Кларк лучше выглядел в первых четырех раундах, но в 5-м попал в нокдаун, а в 7-м с него был снято очко за удар ниже пояса. В 10-м раунде Уордли был осмотрен врачом из-за травмы носа. Чемпионские раунды прошли с минимальным преимуществом Уордли. Судьи выставили ничью раздельным решением: 114—113 Уордли, 115—112 Кларку и 113—113 ничья.

### Реванш с Фабио Уордли
Повторный бой состоялся 12 октября 2024 года в Эр-Рияде (Саудовская Аравия), а на ставке были два пояса чемпиона Британии и Британского Содружества. За минуту до конца первого раунда Кларк пропускает мощный размашистый правый, а затем и последующую серию ударов от Уордли. Финальными оказались три пропущенных сломавшие челюсть Кларку. Рефери остановил бой зафиксировав нокаут.

### Бой с Эбенезером Тетте
20 апреля 2025 года в Бирмингеме (Англия) вернулся после поражения в бою с ганским джорнименом Эбенезром Тетте (23-2, 20 КО). Проблему у африканца начались сразу в первом раунде. Пропустил сперва левый боковой, а затем  правый боковой отправивший его на пол. Тетте смог встать, попытался продолжить бой, пропустил справа завалившись на канаты а после пары пропущенных рефери остановил бой. ТКО1.

## Статистика профессиональных боёв
В таблице перечислены результаты всех поединков боксёров.
В каждой строке указан результат поединка. Дополнительно номер поединка обозначен цветом, который обозначает итог поединка. Расшифровка обозначений и цветов представлена в нижеследующей таблице.
| Пример | Расшифровка                     |
| ------ | ------------------------------- |
|        | Победа                          |
|        | Ничья                           |
|        | Поражение                       |
|        | Планируемый поединок            |
|        | Поединок признан несостоявшимся |
| КО     | Нокаут                          |
| ТКО    | Технический нокаут              |
| PTS    | Решение судей (по очкам)        |
| UD     | Единогласное решение судей      |
| MD     | Решение большинства судей       |
| SD     | Раздельное решение судей        |
| RTD    | Отказ от продолжения боя        |
| DQ     | Дисквалификация                 |
| NC     | Поединок признан несостоявшимся |

| 11 поединков, 9 побед (7 нокаутом), 1 ничья, 1 поражение. | 11 поединков, 9 побед (7 нокаутом), 1 ничья, 1 поражение. | 11 поединков, 9 побед (7 нокаутом), 1 ничья, 1 поражение. | 11 поединков, 9 побед (7 нокаутом), 1 ничья, 1 поражение. | 11 поединков, 9 побед (7 нокаутом), 1 ничья, 1 поражение.     | 11 поединков, 9 побед (7 нокаутом), 1 ничья, 1 поражение. | 11 поединков, 9 побед (7 нокаутом), 1 ничья, 1 поражение. |
| Бой                                                       | Рекорд                                                    | Дата                                                      | Соперник                                                  | Место боя                                                     | Результат                                                 | Данные о бое |
| --------------------------------------------------------- | --------------------------------------------------------- | --------------------------------------------------------- | --------------------------------------------------------- | ------------------------------------------------------------- | --------------------------------------------------------- | --- |
| 9                                                         | 8-0-1                                                     | 31 марта 2024                                             | Фабио Уордли (17-0)                                       | O2 Арена, Лондон, Великобритания                              | SD 12                                                     | Бой за титул чемпиона Британского Содружества (1-я защита Уордли), титул чемпиона Европы по версии WBO (1-я защита Уордли) и титул чемпиона Великобритании по версии BBBofC (2-я защита Уордли) в тяжёлом весе. |
| 8                                                         | 8-0                                                       | 2 сентября 2023                                           | Дэвид Аллен (21-5-2)                                      | Манчестер Арена, Манчестер, Ланкашир, Великобритания          | RTD 6 (10), 3:00                                          | |
| 7                                                         | 7-0                                                       | 16 июня 2023                                              | Мариуш Вах (37-9)                                         | Йорк-холл, Лондон, Англия, Великобритания                     | PTS 10 (10)                                               | Счёт судьи: 100-90. |
| 6                                                         | 6-0                                                       | 25 марта 2023                                             | Богдан Дину (20-4)                                        | Манчестер Арена, Манчестер, Ланкашир, Великобритания          | RTD 2 (8), 3:00                                           | |
| 5                                                         | 5-0                                                       | 21 января 2023                                            | Кевин Николас Эспиндола (7-6)                             | Манчестер Арена, Манчестер, Ланкашир, Великобритания          | RTD 4 (6), 3:00                                           | |
| 4                                                         | 4-0                                                       | 12 ноября 2022                                            | Камиль Соколовский (11-26-3)                              | Манчестер Арена, Манчестер, Ланкашир, Великобритания          | PTS 6                                                     | Счёт судьи: 60-54. |
| 3                                                         | 3-0                                                       | 3 сентября 2022                                           | Пенчо Цветков (7-0)                                       | Echo Arena, Ливерпуль, Мерсисайд, Великобритания              | TKO 1 (6), 1:05                                           | Цветков дважды в нокдауне. |
| 2                                                         | 2-0                                                       | 30 июля 2022                                              | Ариэль Эстебан Бракамонте (11-8)                          | Международный центр Борнмута, Борнмут, Дорсет, Великобритания | TKO 2 (6), 2:57                                           | Бракамонте в нокдауне. |
| 1                                                         | 1-0                                                       | 19 февраля 2022                                           | Джейк Дарнелл (дебют)                                     | Манчестер Арена, Манчестер, Ланкашир, Великобритания          | TKO 1 (6), 2:06                                           | Дебют в профессиональном боксе. |
| Бой                                                       | Рекорд                                                    | Дата                                                      | Соперник                                                  | Место боя                                                     | Результат                                                 | Данные о бое |

## Личная жизнь
Фрейзер Кларк женат, у него есть дочь и сын. В юности он работал в качестве охранника.